# C. Gignoux
C. Gignoux war ein französischer Hersteller von Fahrrädern, Motorrädern und Automobilen.

## Unternehmensgeschichte
Das Unternehmen aus Lyon stellte Fahrräder und Motorräder her. 1907 begann zusätzlich die Produktion von Automobilen. Der Markenname lautete Gignoux. Im gleichen Jahr endete die Automobilproduktion bereits wieder. Insgesamt entstanden etwa 10 Automobile.

## Automobile
Das einzige Modell war mit einem Vierzylindermotor ausgestattet.